# ورم الخلايا الميلانينية

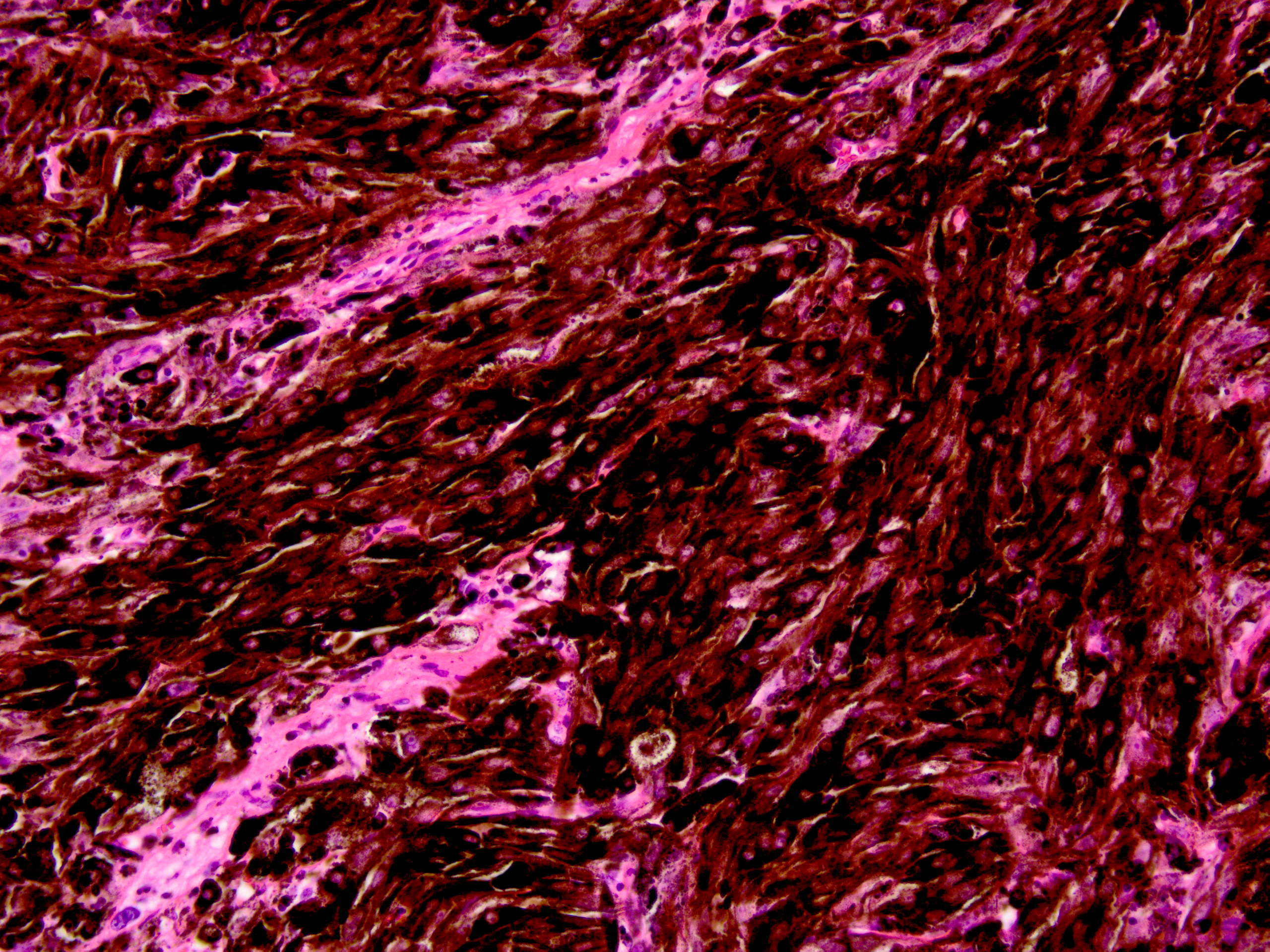

وَرَمُ الخلايا الميلانينيَّة (بالإنجليزية: Melanocytoma)‏ هو ورم مصطبغ نادر يوصف بأنه نوع من وحمة ميلانينية الخلايا وهو مشتق من العرف العصبي. تم تقديم مصطلح «ورم الخلايا الميلانينية» بواسطة ليماس وتيو في عام 1972.

## علم الانسجة
من الناحية النسيجية، يوصف الورم عن طريق خلايا وحمة متعددة السطوح كبيرة ومتجانسة الشكل مصطبغة ومعبأة بشكل وثيق، وعادة ما تفتقر إلى علامات الورم الخبيث مثل ارتفاع معدل الانقسام الخيطي أو النخر أو النمو التسلسلي. مثل الورم الميلانيني الخبيث، فإنه يُظهر مظهرًا مناعيًا مع الخلايا السرطانية للبروتين S-100، والفيمنتين، و HMB-45.

## ورم الخلايا الصباغية البصري
في الغالب، توجد الخلايا البلانوية على العصب البصري أو بالقرب منه مثل الورم الميلاني البصري أو بجواره مثل الورم الميلاني البصري. يمكن العثور على الآفة في أي عمر. يمكن أن يؤدي الموقع والحجم إلى أعراض سريرية.في حين أن الورم الميلاني يعتبر بشكل عام ورم حميد، إلا أنه لديه القدرة على النمو والتكرار والتحول إلى سرطان الجلد الخبيث.
نظرًا لندرة التحول الخبيث، يمكن عادةً ملاحظة الأورام الميلانينية البصرية. وبالتالي، في المرضى الذين لا يعانون من أعراض، تتم الإشارة إلى المراقبة المنتظمة عن طريق تنظير القاع(للعين)، وربما يدعمها التصوير بالموجات فوق الصوتية للعين.

## ورم الخلايا الصباغية السحائية
تم العثور على ورم الخلايا الصباغية السحائية\السحايا الرقيقة، عادة في منطقة قاعدة الدماغ وجذع الدماغ، أو العمود الفقري. قد تكون الأعراض غائبة أو مرتبطة بالنمو والموقع. كما هو الحال مع الإصدار البصري، فإن النمو والتكرار والتحول الخبيث هي المشاكل الرئيسية. تمثل الأورام الميلانينية السحائية 0.06-0.1% من أورام المخ. في مراجعة أجريت عام 2003 لـ 95 حالة من قبل رحيمي موفغار وآخرون، كانت 45 حالة داخل الجمجمة (معظمها فوق الجذور ) و 50 حالة في العمود الفقري أو على طول الجذور الشوكية. لاحظ المؤلفون أن متوسط العمر كان 40 عامًا للمرضى الذين يعانون من داخل الجمجمة و 49 عامًا لأولئك الذين يعانون من أورام العمود الفقري. كانت الآفات أكثر شيوعًا عند النساء (57.9٪). أظهرت المراجعة معدل تكرار بنسبة 26.3% ومعدل وفيات بنسبة 10.5% خلال 46 شهرًا. خلصت مراجعة أجراها رادس وآخرون عام 2001 إلى أن الاستئصال الكامل هو أفضل علاج. إذا كان الاستئصال غير مكتمل، فيجب تطبيق العلاج الإشعاعي بعد الجراحة.

## تشخيص التفريقي
تزيد الأورام المصطبغة من احتمالية الإصابة بورم ميلانيني خبيث، وهي حالة قد تؤدي إلى معضلات تشخيصية وعلاجية. في التشخيص التفريقي، يجب أيضًا مراعاة الورم الشفاني والورم السحائي المصحوب بالتصبغ.

## طب بيطري
تم وصف الأورام الميلانينية في الحيوانات، على سبيل المثال، الكلاب والقطط.